# Telewidz
Telewidz – utwór zespołu IRA pochodzący z szóstej płyty Ogrody. Kompozycja została zamieszczona na czwartym miejscu na krążku, trwa 3 minuty i 21 sekund i jest drugim utworem co do najkrótszych. Krótsze jest tylko Nie tracę wiary (2:57).
Tekst utworu opowiada o człowieku który zaślepiony oglądaniem telewizji nie zwraca uwagi na to co się dzieje wokół niego. Żyje w zupełnie innym świecie, w którym jest mu dobrze. Tekst do utworu napisał wokalista grupy Artur Gadowski.
Utwór utrzymany jest w ostrym rockowym brzmieniu, gdzie słychać melodyjne gitarowe riffy, oraz solówkę gitarową w wykonaniu gitarzysty Piotra Łukaszewskiego, oraz solo na gitarze basowej kompozytora tekstu, Piotra Sujki. Jest to jedyna kompozycja Sujki na Ogrodach.
Utwór był sporadycznie grany na koncertach promujących płytę. Podobnie jak i większość utworów nie odniósł żadnego sukcesu i od tamtej pory nie jest wykonywany na żywo na koncertach.

## Twórcy
IRA
- Artur Gadowski – śpiew, chór
- Wojtek Owczarek – perkusja
- Piotr Sujka – gitara basowa, chór
- Kuba Płucisz – gitara rytmiczna
- Piotr Łukaszewski – gitara prowadząca

Produkcja
- Nagrywany oraz miksowany: Studio S-4 w Warszawie 12 czerwca – 30 lipca 1995 roku
- Producent muzyczny: Leszek Kamiński
- Realizator nagrań: Leszek Kamiński
- Kierownik Produkcji: Elżbieta Pobiedzińska
- Mastering: Classicord – Julita Emanuiłow oraz Leszek Kamiński
- Aranżacja: Piotr Sujka
- Tekst utworu: Artur Gadowski
- Projekt graficzny okładki: Katarzyna Mrożewska
- Opracowanie i montaż zdjęć: Piotr Szczerski ze studia Machina
- Zdjęcia wykonała: Beata Wielgosz
- Sponsor zespołu: Mustang Poland